# Веселівка (Кетрисанівська сільська громада)
Весе́лівка — село в Україні, у Кетрисанівській сільській громаді Кропивницького району Кіровоградської області. Населення становить 482 осіб. Колишній центр Веселівської сільської ради.
Біля Веселівки на річці Сухій знаходиться Солоне озеро, що має лікувальні властивості.

## Транспорт
За 1 км від села проходить автомобільна дорога національного значення Н14.

## Історія
Село належало до Бобринецького району до його ліквідації 17 липня 2020 року.

## Населення
Згідно з переписом УРСР 1989 року чисельність наявного населення села становила 511 осіб, з яких 249 чоловіків та 262 жінки.
За переписом населення України 2001 року в селі мешкали 482 особи.

### Мова
Розподіл населення за рідною мовою за даними перепису 2001 року:
| Мова       | Відсоток |
| ---------- | -------- |
| українська | 99,17 %  |
| російська  | 0,62 %   |
| німецька   | 0,21 %   |